# Artoriopsis joergi
Artoriopsis joergi är en spindelart som beskrevs av Volker W. Framenau 2007. Artoriopsis joergi ingår i släktet Artoriopsis och familjen vargspindlar. Inga underarter finns listade i Catalogue of Life.